# Deutsche Botschaft Rangun
Die Deutsche Botschaft Rangun ist die diplomatische Vertretung der Bundesrepublik Deutschland in der Republik der Union Myanmar.

## Lage und Gebäude
Die Deutsche Botschaft Rangun befindet sich mit Kanzlei und Residenz des Botschafters im Zentrum der größten Stadt Myanmars, Rangun, nördlich des Zoos im Stadtteil Bahan. Die Straßenadresse lautet: 9 Bogyoke Aung San Museum Road, Bahan Township, Rangoon (Yangon) 11201.
Das Außenministerium von Myanmar ist knapp 3 km entfernt südöstlich gelegen und in der Regel in wenigen Minuten zu erreichen. Der internationale Flughafen Rangun (Rangun International Airport) liegt in rund 15 km Entfernung nördlich; die Fahrt dauert in der Regel eine halbe Stunde.
Die Liegenschaft enthält neben dem zweieinhalbgeschossigen Gebäude der Kanzlei auch die Residenz des Botschafters.

## Auftrag und Gliederung
Die Deutsche Botschaft Rangun hat den Auftrag, die deutsch-myanmarischen Beziehungen zu pflegen, die deutschen Interessen gegenüber der Regierung von Myanmar zu vertreten und die Bundesregierung über Entwicklungen in Myanmar zu unterrichten.
In der Botschaft werden die Sachgebiete Politik, Wirtschaft, Kultur und Bildung sowie Entwicklungszusammenarbeit (EZ) bearbeitet. In der Botschaft ist ein EZ-Referent aus dem BMZ tätig. Die EZ ist seit dem Militärputsch des Jahres 2021 ausgesetzt.
Das Rechts- und Konsularreferat der Botschaft unterhält eine Pass- und eine Visastelle. Es bietet konsularische Dienstleistungen für im Land ansässige deutsche Staatsangehörige an. Die Visastelle des Referats stellt Visa für myanmarische Staatsangehörige aus.

## Geschichte
Das damalige Birma (bzw. Burma) erlangte am 4. Januar 1948 die Unabhängigkeit vom Vereinigten Königreich.
Die Bundesrepublik Deutschland eröffnete am 11. Februar 1955 eine Gesandtschaft in Rangun, die am 3. Januar 1962 in eine Botschaft umgewandelt wurde.
Die DDR unterhielt seit 1955 eine Kammervertretung in Rangun, die 1960 in ein Generalkonsulat umgewandelt wurde. Nach Aufnahme der diplomatischen Beziehungen am 23. Februar 1973 eröffnete die DDR eine Botschaft, die bis 1982 vor Ort geleitet wurde. Bis zur Schließung aus Anlass des Beitritts der DDR zur Bundesrepublik Deutschland im Jahr 1990 war seit 1982 der Botschafter der DDR in Kuala Lumpur (Malaysia) in Birma bzw. Myanmar nebenakkreditiert.